# Rupt-en-Woëvre
Rupt-en-Woëvre é uma comuna francesa na região administrativa de Grande Leste, no departamento de Meuse. Estende-se por uma área de 17,05 km². Em 2010 a comuna tinha 298 habitantes (densidade: 17,5 hab./km²).